# Lossen (Göhren)
Lossen ist ein Ortsteil von Göhren im Landkreis Altenburger Land in Thüringen.

## Lage
Der zur Gemeinde Göhren gehörige Ortsteil Lossen befindet sich im Tal des Kleinen Jordans westlich der Stadt Altenburg im Zeitzer-Altenburger-Lösshügelland, einem Ausläufer der Leipziger Tieflandbucht. Verkehrsmäßig sind die Ortsteile von Göhren mit der Landesstraße 1362, der Kreisstraße 210 und Ortsverbindungsstraßen an den Verkehr angeschlossen. Die geographische Höhe des Ortes Lossen beträgt 200 m ü. NN.

## Geschichte
Das als Rundling angelegte Dorf Lossen wurde im Zeitraum von 1165 bis 1170 erstmals urkundlich erwähnt. Viel früher stand im Dorf eine Wasserburg. Aus dem Jahr 1191 stammt die Schreibweise „Vlossone“, um 1200 wurde der Ort „Lozone“ genannt. Diese Bezeichnung aus dem Altsorbischen hat die Bedeutung „feuchter Ort“.
Lossen gehörte zum wettinischen Amt Altenburg, welches ab dem 16. Jahrhundert aufgrund mehrerer Teilungen im Lauf seines Bestehens unter der Hoheit folgender Ernestinischer Herzogtümer stand: Herzogtum Sachsen (1554 bis 1572), Herzogtum Sachsen-Weimar (1572 bis 1603), Herzogtum Sachsen-Altenburg (1603 bis 1672), Herzogtum Sachsen-Gotha-Altenburg (1672 bis 1826). Bei der Neuordnung der Ernestinischen Herzogtümer im Jahr 1826 kam der Ort wiederum zum Herzogtum Sachsen-Altenburg.
Nach der Verwaltungsreform im Herzogtum gehörte er bezüglich der Verwaltung zum Ostkreis (bis 1900) bzw. zum Landratsamt Altenburg (ab 1900). Ab 1836 entstand in der Lossener Flur nördlich des Orts die kleine weilerartige Arbeitersiedlung Wieseberg. Ab der zweiten Hälfte des 19. Jahrhunderts wurden nördlich von Lossen die Ausläufer des Lödlaer Braunkohlenflözes, das zum Meuselwitz-Altenburger Braunkohlerevier gehört, erbohrt und im Tiefbau weitgehend abgebaut. Die gesamte Flur besteht aus fruchtbaren Lößboden.
Lossen gehörte ab 1918 zum Freistaat Sachsen-Altenburg, der 1920 im Land Thüringen aufging. 1922 kam das Dorf zum Landkreis Altenburg.
Am 1. Juli 1950 erfolgte die Eingemeindung von Lossen und seines 1936 eingemeindeten Ortsteils Steinwitz nach Göhren. Der um 1836 gegründete Ortsteil Wieseberg wurde dabei nach Lödla umgegliedert. Am 4. Januar 1953 wurde der Ortsteil Steinwitz nach Altenburg umgegliedert. Bei der zweiten Kreisreform in der DDR wurden 1952 die bestehenden Länder aufgelöst und die Landkreise neu zugeschnitten. Somit kam Lossen als Ortsteil der Gemeinde Göhren mit dem Kreis Altenburg an den Bezirk Leipzig, der seit 1990 als Landkreis Altenburg zu Thüringen gehörte und 1994 im Landkreis Altenburger Land aufging. 2012 lebten 70 Einwohner im Ortsteil.